# Scytalopus femoralis
A Scytalopus femoralis a madarak osztályának verébalakúak (Passeriformes) rendjébe és a fedettcsőrűfélék (Rhinocryptidae) családjába tartozó faj.

## Rendszerezése
A fajt Johann Jakob von Tschudi svájci diplomata, természettudós és ornitológus írta le 1844-ben, a Pteroptochus nembe Pteroptochus femoralis néven.

## Előfordulása
Az Andok keleti oldalán, Peru területén honos. Természetes élőhelyei a szubtrópusi és trópusi hegyi esőerdők. Állandó, nem vonuló faj.

## Megjelenése
Testhossza 12 centiméter, testtömege 20-28 gramm.

## Természetvédelmi helyzete
Az elterjedési területe nagyon nagy, egyedszáma pedig stabil. A Természetvédelmi Világszövetség Vörös listáján nem fenyegetett fajként szerepel.